# 高野亘
高野 亘（たかの わたる、1954年 - ）は、日本の小説家。

## 経歴
- 北海道小樽市出身。
- 一橋大学大学院博士課程修了。
- 1990年、「コンビニエンス ロゴス」で第33回群像新人文学賞小説部門受賞。

## 作品リスト
- 『コンビニエンス ロゴス』（1990年7月16日、講談社、ISBN 9784062050050）
  - 初出:『群像』1990年6月号